# Jean Duchesne-Fournet
Jean Charles Auguste Duchesne-Fournet (Lisieux, 8 de enero de 1875 - París, 27 de enero de 1904), fue un explorador francés.

## Biografía
Fue hijo de Paul Duchesne-Fournet y formó parte de una antigua familia normanda. Realizó varios estudios en escuelas prestigiosas sobre lenguas orientales, ciencias políticas y minería, y decidió dedicarse a la exploración.
En 1900, Duchesne-Fournet visitó las Antillas y luego llegó a la Guayana Francesa, donde estudió las poblaciones que componían la fuerza laboral de las Guayanas Francesa, Holandesa y Británica. Esta investigación dio lugar a una obra titulada La main-d’œuvre dans les Guyanes [La fuerza de trabajo en las Guayanas].
En octubre de 1901, el Ministerio de Educación Nacional lo envió en misión al Imperio etíope para estudiar la topografía, la geología y la etnografía de esta región. Le acompañaron dos médicos, un naturalista, un oficial topógrafo y veintiún fusileros argelinos. Navegaron hasta Yibuti, y luego por ferrocarril y carretera llegaron a la capital etíope, Addis Abeba. Atravesaron después las regiones montañosas de Shewa y Gojjam hasta el lago Tana. En las regiones etíopes del sur, visitaron la región minera de Ouallaga y desde allí regresaron a Yibuti.
Duchesne-Fournet regresó a París en 1903 con gran cantidad de notas, fotografías y dibujos de las regiones recorridas. Escribió Mission en Ethiopie (1901-1903) relatando sus viajes y en enero de 1904 fue nombrado caballero de la Legión de Honor. Pero a finales de ese mismo mes murió repentinamente de malaria contraída en África.